# الرابطة الوطنية لكرة القدم النسائية (تونس)
الرابطة الوطنية لكرة القدم النسائية (بالفرنسية: Ligue nationale de football féminin)‏ هي الهيكل الوطني المسؤول عن إدارة نشاط كرة القدم النسائية في تونس. تأسست سنة 2004 ويترأسها السيد خالد الأشهب

## المسابقات

### البطولات
- الرابطة التونسية المحترفة لكرة القدم للسيدات
- الرابطة التونسية المحترفة الثانية لكرة القدم للسيدات

### الكؤوس
- كأس تونس لكرة القدم للسيدات
- كأس السوبر التونسي للسيدات
- كأس الرابطة التونسية للسيدات
- كأس الاتحاد الوطني للمرأة التونسية

## المنتخبات
- منتخب تونس لكرة القدم للسيدات
- منتخب تونس تحت 20 سنة لكرة القدم للسيدات
- منتخب تونس تحت 17 سنة لكرة القدم للسيدات

## الرؤساء
- 2012–2016:  فاطمة الفوراتي
- 2016–2021:  سيدة العياشي
- 2021–الآن:  خالد الأشهب

## الإدارة
بداية من 2016، أعضاء الإدارة:
- رئيسة الرابطة و الناطقة الرسمية: سعيدة عياشي
- نائبة الرئيسة: فاتن الورتاني
- أمين المال: وسيم باللاعج
- أمين مال مساعد: سلوى ياقوتة
- رئيس لجنة البطولة و الكأس: شرف الدين غديرة
- رئيس لجنة القوانين: مروان السلطاني
- رئيس لجنة التأديب: وليد الشمنقي
- رئيس لجنة التكوين: رؤوف الهمامي
- رئيس لجنة الإستشهار و التنسيق بين الرابطة و النوادي: خالد الماجري
- رئيسة لجنة الإعلام: ليليا الصالحي
- رئيسة لجنة الشبان: ندى زنينة
- رئيسة لجنة التنظيم: فدى بن بلقاسم
- المتصرف الإداري: سليم النفاتي

## روابط خارجية
- صفحة الدوري التونسي للسيدات على موقع كوووة.
- الموقع الرسمي للجامعة التونسية لكرة القدم.
- الرابطة التونسية المحترفة لكرة القدم للسيدات على موقع مؤسسة إحصاءات وثيقة لرياضة كرة القدم